# Карасёв, Станислав Александрович
Станисла́в Алекса́ндрович Карасёв (род. 1 июля 1947) — советский футболист, вратарь.
Всю карьеру провёл в команде «Энергетик»/«Памир» Душанбе во втором эшелоне первенства СССР в 1967—1980 годах, сыграл 348 матчей. В нескольких играх выходил на позиции полевого игрока.
Участник Спартакиады народов СССР 1979 года в составе сборной Таджикской ССР.